# Secamone afzelii
Secamone afzelii là một loài thực vật có hoa trong họ La bố ma. Loài này được (Roem. & Schult.) K.Schum. miêu tả khoa học đầu tiên năm 1896.